# Johann Philipp Zeller

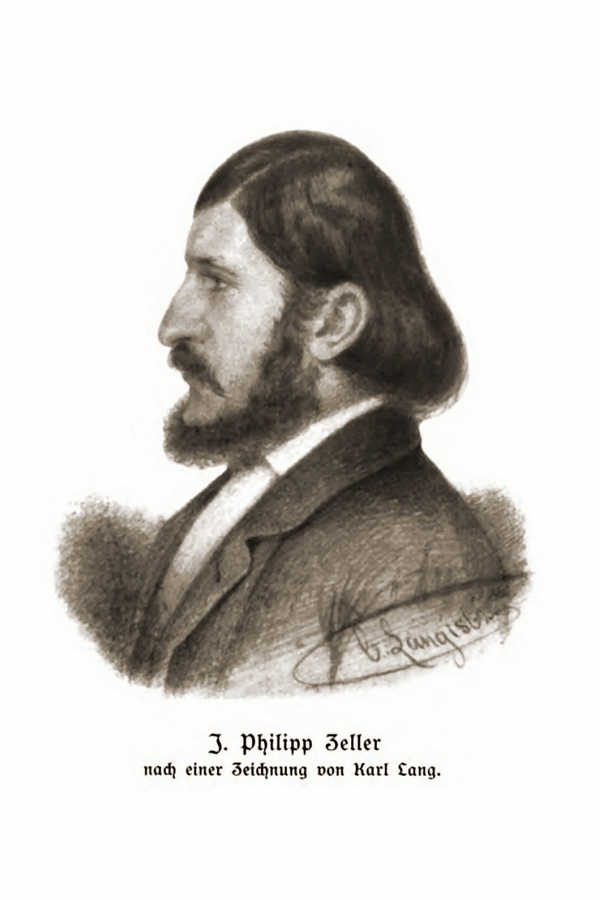
Johann Philipp Zeller (1824–1862)

Johann Philipp Zeller (* 5. März 1824 in Mannheim; † 19. September 1862 ebenda) war ein Pfälzer Mundartdichter und Mannheimer Stadthistoriker.
Als jüngstes von insgesamt acht Kindern des Hafenmeisters bzw. Rheinbrückenmeisters Melchior Zeller und dessen Ehefrau Maria Magdalena geb. van Seil geboren, besuchte Zeller das Vereinigte Großherzogliche  Lyceum in Mannheim. Noch als Schüler verlor er die Mutter (1840), zum Wintersemester 1844/45 immatrikulierte er sich an der medizinischen Fakultät der Universität Heidelberg. Er habe dann zwar in der That auch bei dem berühmten Tiedemann Anatomie gehört, leider aber konnte er sich nicht überwinden, noch weitere medicinische Kollegien zu besuchen. So wurde er das, was man heute  wohl  eher als „verbummelten  Studenten“  bezeichnen würde, avancierte jedoch  bald zum stadtbekannten Mannheimer Original. Neben seinen mit philologischen Beobachtungen fundierten Mundartdichtungen fand Zeller, der als Privatier von ererbtem Vermögen lebte, seine Lebensaufgabe in der Orts- und Regionalgeschichte. Er gilt als Hauptinitiator bei der Gründung des Mannheimer Altertumsvereins im Jahre 1859. Als erster Vorsitzender war er emsig in dessen Sinne tätig und konnte insbesondere die Übereignung zahlreicher archäologischer Fundstücke aus Privatbesitz an die Sammlung des Vereins erreichen. Nach einem Bad im Rhein starb der geübte Schwimmer und Taucher 38-jährig an Hirnschlag.

## Veröffentlichungen
- D'r Vetter aus d'r Palz. Dichtungen in pfälzischer Mundart. Mit dem Bildnisse des Dichters. Mannheim 1863 (Digitalisat)